# Куп СР Југославије у фудбалу
Куп СР Југославије је национални фудбалски куп који је настао 1992. распадом СФРЈ и расформирањем Купа СФР Југославије. Одржано је укупно 10 сезона овог такмичења, а 2003. када је СР Југославија променила име у Србија и Црна Гора, такмичење је преименовано у Куп Србије и Црне Горе.

## Финалне утакмице Купа СР Југославије
| Сезона   | Победник      | Резултат                 | Финалиста         |
| -------- | ------------- | ------------------------ | ----------------- |
| 1992/93. | Црвена звезда | 0 : 1, 1 : 0 (5 : 4 пен) | Партизан          |
| 1993/94. | Партизан      | 3 : 2, 6 : 1             | Спартак Суботица  |
| 1994/95. | Црвена звезда | 4 : 0, 0 : 0             | Обилић            |
| 1995/96. | Црвена звезда | 3 : 0, 3 : 1             | Партизан          |
| 1996/97. | Црвена звезда | 0 : 0, 1 : 0             | Војводина         |
| 1997/98. | Партизан      | 0 : 0, 2 : 0             | Обилић            |
| 1998/99. | Црвена звезда | 4 : 2                    | Партизан          |
| 1999/00. | Црвена звезда | 4 : 0                    | Напредак Крушевац |
| 2000/01. | Партизан      | 1 : 0                    | Црвена звезда     |
| 2001/02. | Црвена звезда | 1 : 0                    | Сартид            |

### Успешност клубова
| Позиција | Клуб              | Победник                                    | Финалиста           |
| -------- | ----------------- | ------------------------------------------- | ------------------- |
| 1.       | Црвена звезда     | 7 1993, 1995, 1996, 1997, 1999, 2000, 2002. | 1 2001.             |
| 2.       | Партизан          | 3 1994, 1998, 2001.                         | 3 1993, 1996, 1999. |
| 3.       | Обилић            |                                             | 2 1995, 1998.       |
| 4.       | Спартак Суботица  |                                             | 1 1994.             |
| 5.       | Војводина         |                                             | 1 1997.             |
| 6.       | Напредак Крушевац |                                             | 1 2000.             |
| 7.       | Сартид            |                                             | 1 2002.             |